# Biomagnifikacja
Biomagnifikacja – procesy zachodzące w ekosystemie, w wyniku których następuje wzrost stężenia substancji toksycznej w organizmie, zajmującym wyższy poziom troficzny.